# チカちゃん
チカちゃん（1999年4月 - ）は、インドネシア出身の雌のオランウータンである。日本のテレビ番組にオランウータンの司会者として出演したが、ワシントン条約違反が指摘されたため出演は2回にとどまった。

## 経歴
1999年、インドネシアのタマン・サファリで出生。
2003年8月、日本の栃木県にある動物園「那須ワールドモンキーパーク」が開催する「インドネシアフェア」のため1年間の滞在予定で来日、チカちゃんと名づけられた。
2004年2月、チカちゃんが日本テレビ系列で4月から開始予定の新番組『天才!志村どうぶつ園』の司会に起用されることが明らかとなった。日本テレビは「史上初のオランウータン司会者」の触れ込みで出演を大きく宣伝、4月1日に行われた制作発表ではチカちゃんが番組で園長役を務める志村けんにキスをした、といった逸話を紹介した。一般に動物をスタジオに入れた撮影は困難とされる中で、チカちゃんは物怖じしない性格で、他の出演者との相性もよく、初回となった4月8日の放送は13%を超える視聴率を記録した。
しかしチカちゃんは翌週4月15日の放送には出演したものの、その次の回からはアニメに差し替えられ、番組に出演することはなくなった。5月になって、降板は番組への出演が稀少動物の取引を規制するワシントン条約に抵触する、と経済産業省より指導があったためであることが判明した。経済産業省貿易審査課は、輸入の際に那須ワールドモンキーパークは目的を園での展示として申告しており、テレビ番組への出演は目的外使用にあたることに加え、条約は無許可の移動も禁じており、出演に伴う移動はこれに抵触するとした。この件について日本テレビは、同社は輸入元ではないうえ、降板以降も番組の視聴率にも影響は出ておらず、問題はないという見解を示した。番組はその後、別の動物を代役として継続された。
降板後、チカちゃんは那須ワールドモンキーパークで1日3回の公演に参加するほか、子供との記念撮影にも応じるなど、通常の園での生活に戻った。日本滞在は2004年6月までの予定であったところ、テレビ出演の決定で延長の準備が進められていたが、降板に伴いその手続きが取られることはなかった。